# شهرستان اولسکی
شهرستان اولسکی (به لاتین: Olsky District) یک شهرستان در روسیه است که در استان ماگادان واقع شده‌است.